# Premier Bal
Pour plus de détails, voir Fiche technique et Distribution.
Premier Bal est un film français réalisé par Christian-Jaque, sorti en 1941.

## Synopsis
Deux sœurs, Nicole et Danielle Noblet, sont élevées par leur père Michel Noblet, un doux original. Les deux sœurs aiment le même jeune médecin, Jean de Lormel. Jean choisit d'épouser Danielle, mais celle-ci, après peu d'années tombe amoureuse d'un autre homme. Avant de s'en aller, elle fait venir Nicole pour préparer Jean à son absence.
Nicole s'installe alors chez Jean et joue durant quelque temps, le rôle d'amie consolatrice. Survient alors la mort de leur père, qui réunit les deux sœurs dans la maison familiale avec Jean. Danielle et Jean se réconcilient tandis que Nicole se console avec Ernest Vilar, un jeune vétérinaire qui l'aimait depuis longtemps.

## Fiche technique
- Titre : Premier Bal
- Réalisation : Christian-Jaque
- Scénario et dialogues : Charles Spaak
- Décors : René Renoux
- Photographie : Roger Hubert
- Montage : Yvonne Martin
- Son : Roger Cosson
- Musique : Georges Van Parys
- Production : André Paulvé
- Sociétés de production : DisCina et Les Films André Paulvé
- Pays d'origine :  France
- Format : Noir et blanc - 1.37:1 - 35 mm - Son Monophonique
- Genre : Comédie
- Durée : 100 minutes
- Date de sortie : France, 17 septembre 1941

## Distribution
- Fernand Ledoux : Michel Noblet
- Marie Déa : Nicole Noblet
- Gaby Sylvia : Danielle Noblet
- Raymond Rouleau : Jean de Lormel
- François Périer : Ernest Vilar
- Gabrielle Fontan : Marie
- Jean Brochard : Thomas
- Charles Granval : le père de Jean
- Bernard Blier : le maitre d'hôtel
- Marcel Maupi : Mélic, le vendeur d'animaux
- Anthony Gildès : le facteur
- Marcel Mouloudji : le télégraphiste
- Louis Salou : François
- José Torres
- Géo Forster
- Éliane Daher
- Hélène Flouest

## Autour du film
- Ce film est le premier à bénéficier du système de financement établi par la loi du 19 mai 1941. Cette aide prit la forme d'une avance de 65% du devis[1].